# Tiger Hillarp Persson
Tiger Hillarp Persson (Malmö, 28 ottobre 1970) è uno scacchista svedese, grande maestro.
Dalla metà degli anni novanta è uno dei protagonisti della scena scacchistica svedese.
Ha partecipato per la Svezia a cinque olimpiadi degli scacchi dal 1996 al 2006. Nel 1998 ad Ėlista ha ottenuto la medaglia di bronzo per il miglior risultato in quarta scacchiera.
Ha vinto due volte (2007 e 2008) il Campionato svedese.
La Federazione Scacchistica Svedese (Sveriges Schackförbund) gli ha conferito tre volte (1996, 1998 e 2008) il premio speciale "Schackgideon", dedicato alla memoria di Gideon Ståhlberg.
Ottenne il titolo di Grande Maestro nel 1999, all'età di 19 anni.

## Carriera
- 1994: 1º-3º nella Rilton Cup di Stoccolma
- 1996: 1º-2º a Gausdal
- 1999: vince il VISA Nordic Grand Prix di Gentofte in Danimarca; 1º a York; =1º a Göteborg
- 2000: 1º a Saint Helier (ripetuto nel 2004)
- 2001: 1º a Guernsey; 1º a Rønne
- 2003: 1º a Barcellona (ripetuto nel 2004)
- 2005: 2º nel Campionato Nordico di Vammala in Finlandia
- 2008: vince il torneo "Siegeman & Co." di Malmö
- 2009: 2º nel Corus C del torneo di Wijk aan Zee

## Opere
- (EN) Tiger's Modern, Quality Chess, 2005, ISBN 978-9197524360.
- (EN) The Modern Tiger, Quality Chess, 2014, ISBN 978-1-907982-83-5.
- (EN) Tiger's Chaos Theory, Quality Chess, 2024, ISBN 9781784832131.